# Associazione Sportiva Massese 1971-1972
Questa voce raccoglie le informazioni riguardanti l'Associazione Sportiva Massese nelle competizioni ufficiali della stagione 1971-1972.

## Rosa
| N. |                   | Ruolo | Calciatore          |
| -- | ----------------- | ----- | ------------------- |
|    | Italia (bandiera) | A     | Gesualdo Albanese   |
|    | Italia (bandiera) | D     | Angelo Buttini      |
|    | Italia (bandiera) |       | Cicarielli          |
|    | Italia (bandiera) | C     | Bruno Ciruel        |
|    | Italia (bandiera) | A     | Ciscato             |
|    | Italia (bandiera) | A     | Claudio Del Fabbro  |
|    | Italia (bandiera) | C     | Nino Domenichelli   |
|    | Italia (bandiera) |       | Fazzi               |
|    | Italia (bandiera) | C     | Giuseppe Fichera    |
|    | Italia (bandiera) | C     | Silvio Francesconi  |
|    | Italia (bandiera) | P     | Massimo Grassi      |
|    | Italia (bandiera) | C     | Claudio Guglielmoni |
|    | Italia (bandiera) | C     | Giancarlo Hellies   |

| N. |                   | Ruolo | Calciatore          |
| -- | ----------------- | ----- | ------------------- |
|    | Italia (bandiera) | D     | Piero Lo Franco     |
|    | Italia (bandiera) | P     | Giampiero Michelini |
|    | Italia (bandiera) | C     | Giorgio Monaco      |
|    | Italia (bandiera) | C     | Lucio Mongardi      |
|    | Italia (bandiera) | D     | Pier Giuseppe Mosti |
|    | Italia (bandiera) | D     | Tullio Palù         |
|    | Italia (bandiera) | D     | Luigi Podestà       |
|    | Italia (bandiera) | A     | Maurizio Simonato   |
|    | Italia (bandiera) | P     | Fausto Vatteroni    |
|    | Italia (bandiera) | D     | Raffaello Vescovi   |
|    | Italia (bandiera) | C     | Claudio Vinazzani   |
|    | Italia (bandiera) | D     | Giampiero Vitali    |
|    | Italia (bandiera) | D     | Francesco Zana      |